# مسیراه
مسیراه یا مسیرا به معنی اطلاع دادن از اعمال یک یهودی به یک غیریهودی (جنتیل) در شرایطی است که قوانین ربانی یهودی اجازه اینکار را نداده است. از این رو گزارش دادن اعمال یک یهودی به یک سیستم قضایی غیریهودی چه یهودی گناهکار بوده باشد و چه بیگناه در شرایطی که یهودی بداند مجازات انجام شده توسط قاضی غیریهودی (جنتیل) بیش از حد است ممنوع می‌باشد. فردی که عمل مسیراه انجام دهد موسر (عبری:מוסר) نامیده می‌شود. مجازات فردی یهودی که در مورد بقیه یهودیان به جنتیلها اطلاعات می‌دهد بر اساس قانون "دین موسر" یا "دین رودف" است که معمولاً مجازات مرگ برای او در نظر گرفته می‌شود. در بعضی شرایط کشتن فرد موسر حتی بدون اخطار قبلی نیز مجاز است.

## ریشه
ریشه این قانون از تلمود بابلی در بخش باوا کاما (عبری:בבא קמא) گرفته شده است که احتمالاً برای جلوگیری از خطر برای یهودیانی که در زمان رومیان یا پارسیان زندگی می‌کردند نوشته شده است. این قوانین در کتاب شولحان عاروخ نیز تکرار شده است.
ابن میمون فیلسوف یهودی می‌گوید: «اسرائیل نباید به جنتیلها گزارش دهد، نه به قضات و مامورین آنها، حتی یک مجرم و یک جنایتکار را». ابن میمون ادامه می‌دهد که یهودیانی که به جنتیلها در مجازات سایر یهودیان کمک کنند در دنیای بعد از این (عولم حبا) نقشی نخواهند داشت.
رمبم اعتقاد دارد که در این شرایط فرد موسر باید کشته شود؛ ولیکن در تلمود در مورد نظر ربی کاهان گفته شده است که او اعتقاد داشته است که اگر می‌توان با بریدن بخشی از بدن موسر جلوی عمل او را گرفت باید اینکار انجام شود تا از مرگ وی جلوگیری شود. به طور مثال ربی کاهان توصیه می‌کند که اگر بریدن زبان فرد موسر جلوی پخش اطلاعات را می‌گیرد اینکار باید صورت بگیرد.
شولحان عاروخ در این زمینه می‌گوید: «هر اسرائیلی که پول یا جان یک اسرائیلی را به جنتیلها بدهد باید کشته شود.»
بر اساس نظر بیشتر ربیها قانون مسیرا در زمان آوارگی یهودیان است و در زمانی است که سیستم قضایی جنتیلها دارای قدرت بیشتری نسبت به سیستم قضایی یهودی است. در زمانی که دادگاه شرعی یهودی وجود داشته باشد و یهودیان از آوارگی خارج شده باشند دیگر لزومی به اعمال قوانین مسیرا نیست.

## در زمان امروزی
در زمان امروزی بین ربیهای مختلف در مورد اینکه آیا قوانین موسر امروزه نیز باید اعمال شوند یا خیر اتفاق نظر وجود ندارد؛ ولیکن مثلاً در زمانی که گروهی از یهودیان ارتدوکس به سوءاستفاده جنسی از کودکان متهم شده بودند رهبر آنان از قانون موسر برای جلوگیری از پخش این اتفاق استفاده می‌کرد.
همچنین قانون مسیراه گاهی توسط یهودیان برای جلوگیری از گزارش دادن تخلف مالیاتی یهودیان توسط مأمور مالیات یهودی مورد استفاده قرار گرفته است.
در سال ۲۰۱۵ در کشور استرالیا قانون مسیرا به شدت مورد انتقاد قرار گرفت در زمانی که مشخص شد بعضی از این قانون برای جلوگیری از گزارش دادن سوءاستفاده جنسی از پسران جوان در مدارس یشیوا استفاده می‌کنند. یهودیان ارتدوکسی که به پلیس در این زمینه کمک می‌کردند به شدت توسط بقیه یهودیان مورد انتقاد قرار گرفتند و مجبور به سکوت شدند.